# Europass-Zeugniserläuterung
Die Europass-Zeugniserläuterung ist eines der fünf Europass-Dokumente und damit eine europaweit anerkannte Möglichkeit, in der Berufsausbildung erworbene Fähigkeiten zu präsentieren.
Die Zeugniserläuterung ist für alle berufsbildenden Schüler und Lehrlinge relevant und wird gemeinsam mit dem beruflichen Abschlusszeugnis ausgehändigt. Die erlernten Fähigkeiten und Kompetenzen werden genau beschrieben und damit Arbeitgebern die Einschätzung und Vergleichbarkeit der Bewerber erleichtert. Auf Englisch und Deutsch werden die einzelnen Fertigkeiten, die im Rahmen der beruflichen Ausbildung erlangt wurden, erläutert. Anders als das Abschlusszeugnis gibt die Zeugniserläuterung genaue Informationen über Dauer und Art der Ausbildung und Level des Abschlusses (ISCED).